# 长叶紫菀
长叶紫菀（学名：Aster dolichophyllus）是菊科紫菀属的植物，是中国的特有植物。分布于中国大陆的广西等地，多生在疏林中水旁岩石上，目前尚未由人工引种栽培。